# PATH (Toronto)

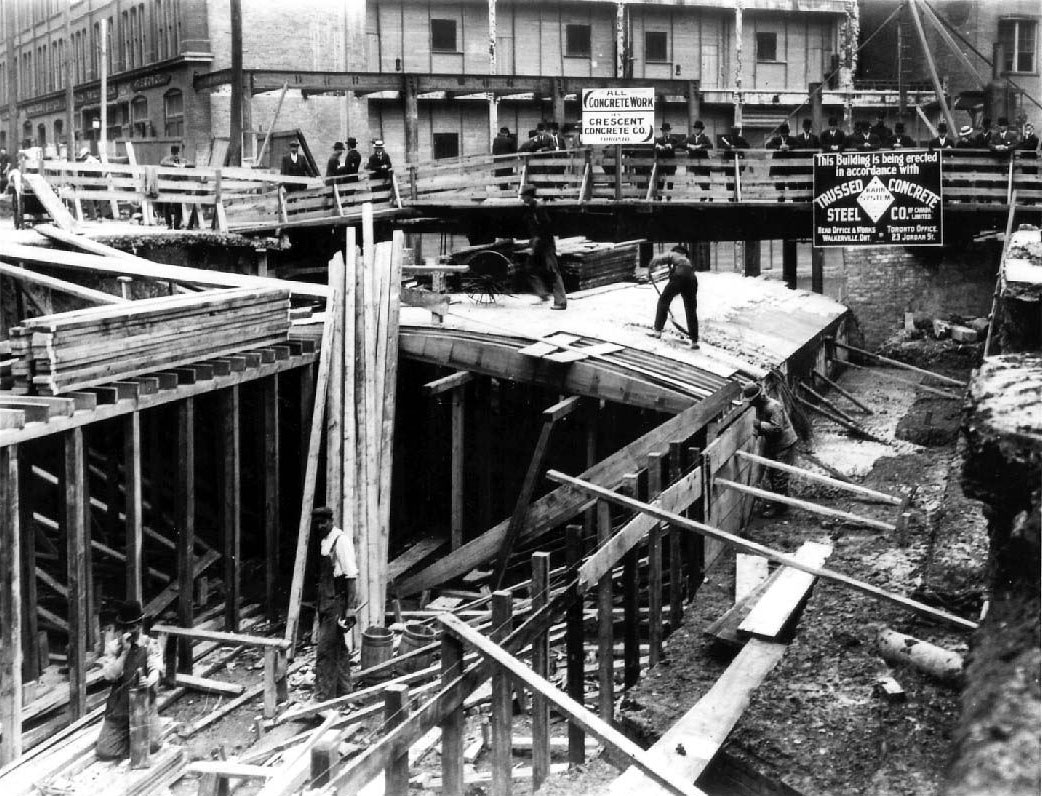
Erster Tunnelbau im Jahr 1900

PATH bezeichnet ein Netzwerk von unterirdischen Fußgängertunneln unterhalb der Innenstadt von Toronto.
Das über 27 Kilometer lange und 371.600 Quadratmeter große Tunnelsystem ist laut dem Guinness-Buch der Rekorde das größte Untergrund-Tunnelsystem.
PATH erstreckt sich nach Norden bis zum Busbahnhof an der Dundas Street und Bay Street, nach Süden bis zum Toronto Convention Centre. Seine Hauptachsen verlaufen parallel zur Yonge Street und Bay Street. Etwa 75 Gebäude sind an dieses System angeschlossen, darunter die Hockey Hall of Fame, Roy Thomson Hall, Air Canada Centre, Rogers Centre, der CN Tower und die City Hall. Außerdem sind sechs der U-Bahn-Stationen der Toronto Subway an das System angeschlossen.

## Geschichte

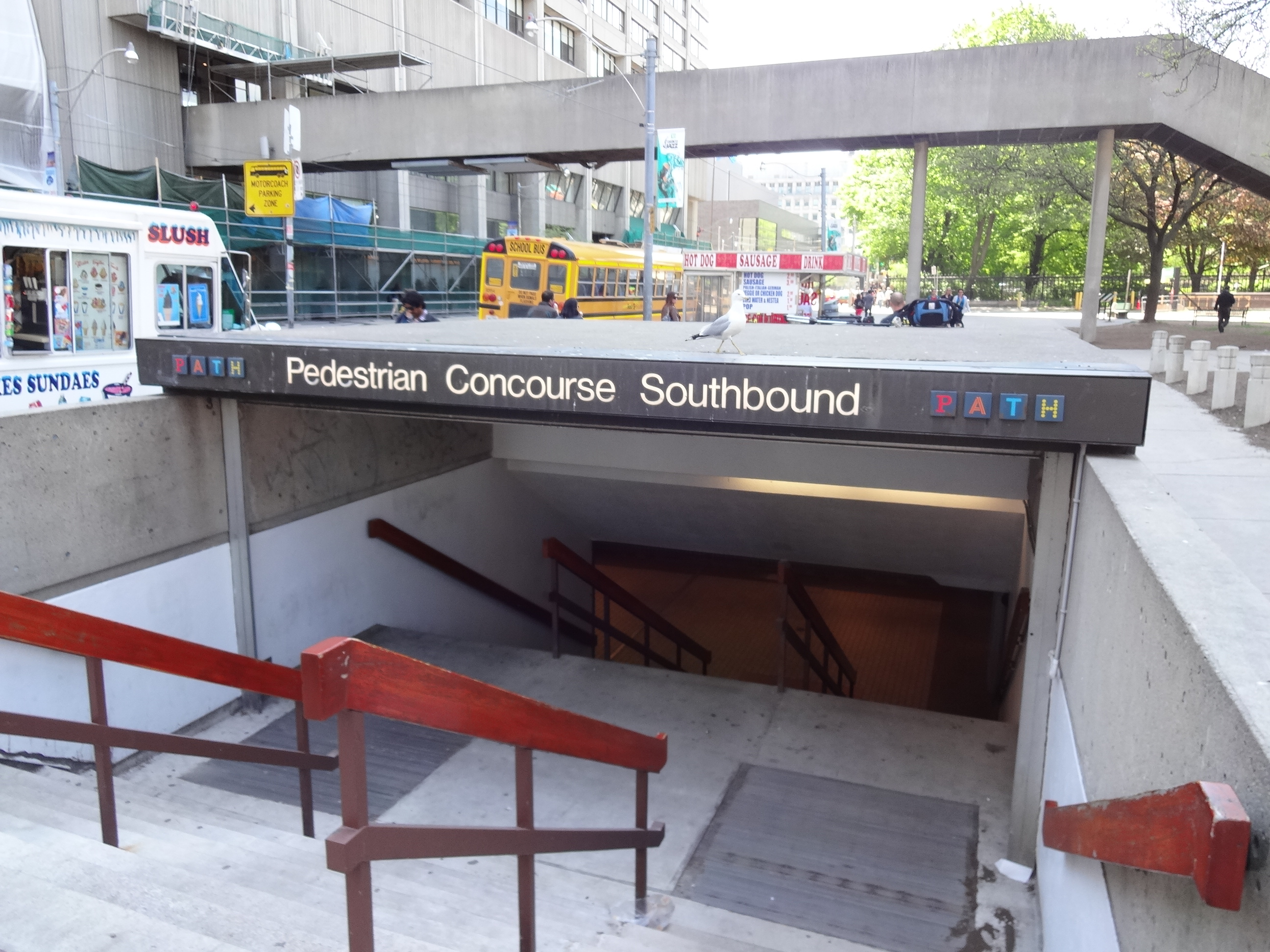
Eingang zum PATH

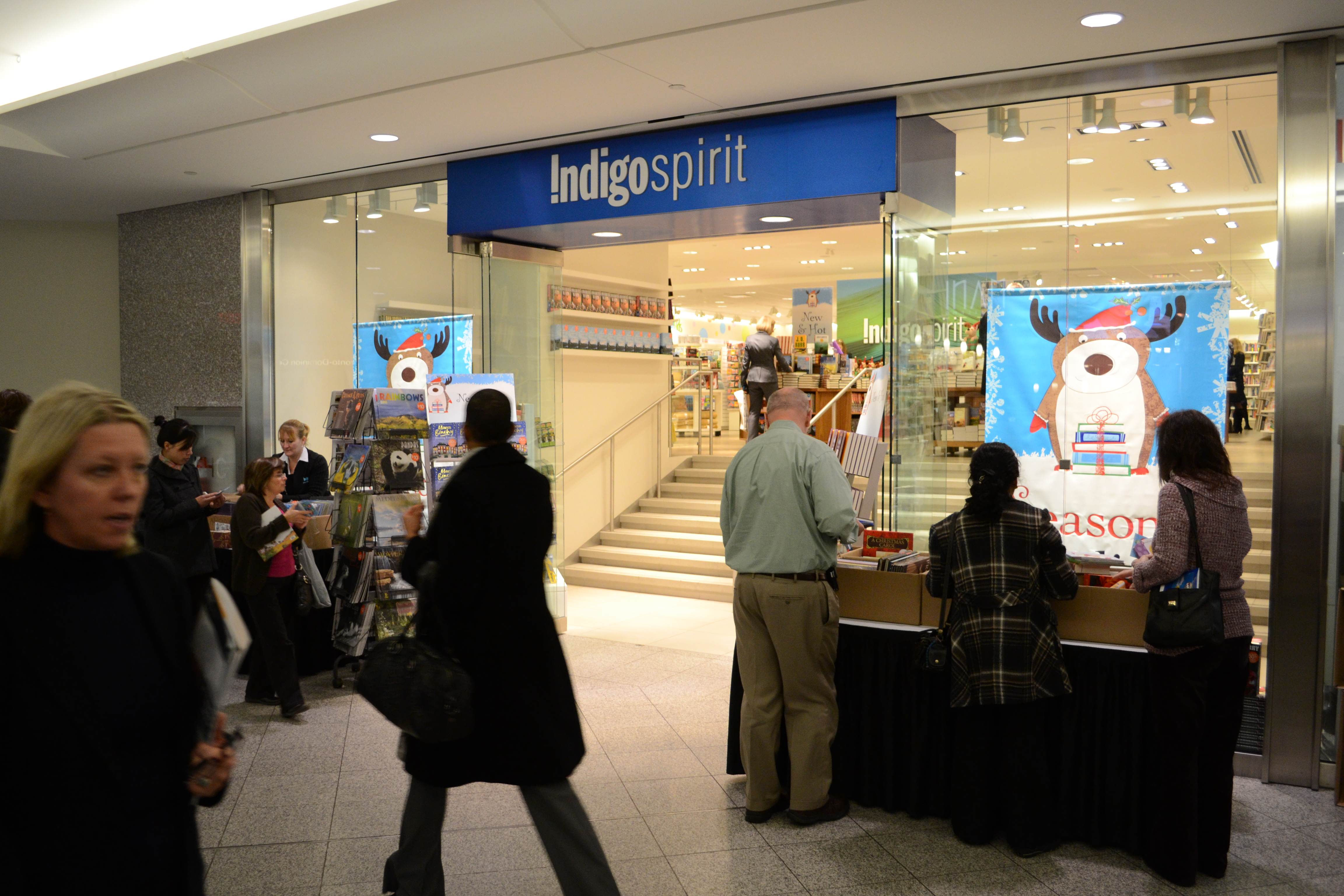
Eins von mehreren unterirdischen Einkaufsgeschäften und Boutiquen im Financial District von Toronto.

Das Tunnelsystem geht auf das Jahr 1900 zurück, als die Gesellschaft des Eaton-Kaufhauses unter der James Street einen Tunnel baute, der den Kunden ermöglichte, vom Hauptgeschäft an der Yonge und Queen Street zur Filiale hinter dem Rathaus zu gelangen. Dieser erste Fußgängertunnel ist original enthalten, heute allerdings Teil des Eaton Centres. 1927 baute man eine unterirdische Verbindung zwischen der Union Station und dem Fairmont Royal York Hotel. In den 1960er und 1970er Jahren begann der systematische Ausbau der Untergrundstadt und die Anbindung zahlreicher Geschäfte. Derzeit (2007) sind rund 1200 Geschäfte an PATH angeschlossen. 
1987 führte man ein Orientierungssystem ein, welches den Fußgängern den Weg (engl. path) weisen soll. Das beinhaltete die Einführung von Wegweisern, die sich an den Himmelsrichtungen orientierten. Dabei verwendete man die vier unterschiedlich gefärbten Buchstaben P (rot) für Süden, A (orange) für Westen, T (blau) für Norden und H (gelb) für Osten, die man an der Decke von ausgewählten Knotenpunkten anbrachte.
Im August 2014 erfolgte ein Südausbau des Path-Netzwerks, der es näher an die Uferpromenade von Toronto brachte.

## Zukunft
In einer Langfristplanung sind 45 neue „Einstiegspunkte“ für die Untergrundstadt und eine Erweiterung des Tunnelsystems auf 60 Kilometer vorgesehen.